# Carasobarbus canis
Carasobarbus canis es una especie de peces de la familia Cyprinidae, orden Cypriniformes.
Son peces dulceacuícolas del río Jordán que pueden llegar alcanzar los 45 cm de longitud total.